# Wim van der Kroft
Wim van der Kroft (Haarlem, Holanda do Norte, 16 de agosto de 1916 — Den Helder, Holanda do Norte, 21 de março de 2001) foi um canoísta holandês especialista em provas de velocidade.

## Carreira
Foi vencedor da medalha de bronze em K-2 1000 m em Berlim 1936, junto com o seu colega de equipa Nicolaas Tates.